# Кулдигский край
Ку́лдигский край (латыш. Kuldīgas novads) — административно-территориальная единица на западе Латвии, в историко-культурной области Курземе. Край состоит из 18 волостей и городов Скрунда и Кулдига, который является центром края. Граничит с Южно-Курземским, Вентспилсским, Талсинским, Тукумским и Салдусским краями Латвии.

## История
Край был образован 1 июля 2009 года из части расформированного Кулдигского района. Первоначально состоял из 13 волостей и города Кулдига. Площадь края составляла 1756,7 км². Граничил с Алсунгским, Вентспилсским, Талсинским, Кандавским, Салдусским, Скрундским, Айзпутским и Павилостским краями.
В ходе административно-территориальной реформы Латвии 2021 года к краю были присоединены город Скрунда, 4 волости из упразднённого Скрундского края и Алсунгский край, преобразованный в одноимённую волость. Площадь укрупнённого края составила 2499,9 км².

## Население
Население на 1 января 2010 года составляло 27 213 человек.
Национальный состав населения края по итогам переписи населения Латвии 2011 года:
| Национальность | Численность, чел. (2011) | %        |
| -------------- | ------------------------ | -------- |
| Латыши         | 23 286                   | 93,71 %  |
| Русские        | 619                      | 2,49 %   |
| Литовцы        | 259                      | 1,04 %   |
| Украинцы       | 201                      | 0,81 %   |
| Белорусы       | 127                      | 0,51 %   |
| Поляки         | 81                       | 0,33 %   |
| Другие         | 277                      | 1,11 %   |
| всего          | 24 850                   | 100,00 % |

## Территориальное деление
- Алсунгская волость (латыш. Alsungas pagasts)
- Вармская волость (латыш. Vārmes pagasts)
- Гудениекская волость (латыш. Gudenieku pagasts)
- Ивандская волость (латыш. Īvandes pagasts)
- Кабильская волость (латыш. Kabiles pagasts)
- город Кулдига (латыш. Kuldīgas pilsēta)
- Курмальская волость (латыш. Kurmāles pagasts)
- Лайдская волость (латыш. Laidu pagasts)
- Никрацская волость (латыш. Nīkrāces pagasts)
- Падурская волость (латыш. Padures pagasts)
- Пелчская волость (латыш. Pelču pagasts)
- Ранькская волость (латыш. Raņķu pagasts)
- Рендская волость (латыш. Rendas pagasts)
- Рудбаржская волость (латыш. Rudbāržu pagasts)
- Румбская волость (латыш. Rumbas pagasts)
- город Скрунда (латыш. Skrundas pilsēta)
- Скрундская волость (латыш. Skrundas pagasts)
- Снепельская волость (латыш. Snēpeles pagasts)
- Турлавская волость (латыш. Turlavas pagasts)
- Эдольская волость (латыш. Ēdoles pagasts)